# Серпуховско-Боровское княжество
Серпухо́вско-Бо́ровское кня́жество — удельное княжество с центром в городе Серпухове в составе Московского княжества. Занимало территорию к югу и юго-западу от Москвы в бассейне левых притоков Оки: Лопасни, Нары и Протвы (на пограничье с Литвой и Рязанью).

## История княжества
Выделилось в 1340 (или 1341) году по духовной грамоте Ивана Калиты. Своему младшему сыну Андрею Калита завещал «Лопастну, Северьску, Нарунижьское, Серпохов, Нивну, Темну, Галичичи, Щитов, Перемышль, Ростовец, Тухачев. А се села: село Талежьское, село Серпоховское, село Колбасиньское, село Нарьское, село Труфановское, село Ясиновское, село Коломниньское, село Нагатинское» (всего около 23 сёл и местечек). Кроме того Иван Калита оставил Москву в совместном владении сыновей «по третям». Доставшаяся таким образом Андрею Ивановичу «треть» Москвы будет находиться во владении его наследников до середины XV века.
Часть, выделенная Андрею Ивановичу, изначально не имела центра. После смерти князя в 1353 году удел наследовали его малолетние сыновья — Иван и Владимир. После смерти брата в 1358 году Владимир Андреевич остался единственным владетелем удела отца. Именно при нём Серпухов стал главным городом удельного княжества. В 1374 году в Серпухове были сооружён кремль (городские стены из дуба). В этот период Серпуховское княжество расширяет свои границы: около 1378 года Владимир получил от Дмитрия Ивановича Боровск и некоторые другие волости, принадлежавшие прежде Рязани.
Серпуховская рать, собранная князем Владимиром, участвовала в Куликовской битве (1380), положившей начало освобождению русских земель от монголо-татарского ига. Она вошла в состав сформированного в Коломне полка, возглавленного Владимиром Андреевичем вместе с воеводой Дмитрием Боброком Волынским. Этот полк сыграл в битве ключевую роль засадного полка, решившего в критический момент исход всего сражения.
В 1382, 1408 и 1410 годах Серпуховское княжество подвергалось нападениям Тохтамыша, Едигея и литовского князя Свидригайлы.
Владимир Андреевич владел княжеством до своей смерти в 1410 году, после чего оно было разделено между его пятью сыновьями. Серпухов достался старшему, Ивану Владимировичу. К 1427 году все сыновья князя Владимира умерли. Их единственным наследником стал князь Василий Ярославич, соединивший в своих руках все владения своего деда Владимира Храброго. Василий Ярославич был верным сподвижником Василия II Тёмного в его борьбе с Дмитрием Шемякой (великий князь был женат на Марии Ярославне, сестре Василия Ярославича). Тем не менее в 1456 году Василий Ярославич был обвинён в измене и отправлен в ссылку. Его владения отошли к великому князю, и Серпуховское княжество фактически было ликвидировано. Старший сын Василия Ярославича, Иван Васильевич, после опалы отца бежал с мачехой в Литву.
Василий Тёмный завещал Боровск — Ивану, а Серпухов сыну — Юрию. После смерти Юрия в 1473 году Серпухов окончательно отошёл к Москве.

## Правители Серпуховско-Боровского княжества
- Андрей Иванович (1340/1—1353)
- Иван Андреевич (1353—1358)
- Владимир Андреевич Храбрый, князь Серпуховский (1358—1410) и Боровский (1378—1410)
- Иван Владимирович, князь Серпуховский (1410—1422), Козельский и Алексинский
- Семён Владимирович, князь Боровский (1410—1426), князь Серпуховский (1422—1426)
  - Ярослав Владимирович, князь Ярославецкий (1410—1426)
  - Андрей Владимирович, князь Радонежский (1410—1426)
  - Василий Владимирович, князь Перемышльский (1410—1427)
- Василий Ярославич, князь Серпуховский и Боровский (1427—1456)
- Юрий Васильевич, князь Дмитровский, Можайский и Серпуховский (1462—1473)